# アダルベロン (ラン司教)
アダルベロン（AdalbéronまたはAscelin, 947年 - 1030年）は、アルデンヌ家出身の中世フランスの聖職者でラン司教（977年 - 1030年）。ランス大司教アダルベロンの甥。

「祈る者」「戦う者」「働く者」

アダルベロンはキリスト教世界の人間を「祈る者」「戦う者」「働く者」の3つに分けた。これがフランス革命までの社会秩序アンシャン・レジームの3つの身分、聖職者、貴族、平民となり、この思想はヨーロッパに広く普及した。尚、異端やユダヤ教徒はいずれにも属さず、排除の対象となっていく。